# Munio Rodrigues (morto em 1074)
Munio Rodrigues (em castelhano: Munio Rodríguez;  m.1074) foi filho do conde rebelde Rodrigo Romaniz e a condessa Elvira Rodrigues.

## Biografia
Foi um nobre galego, tenente em Monterroso, Grainilio, Alba de Búbal e Novoa. Com o apoio de seu mãe e avô materna Odrocia Gudesteis, se rebelou contra o rei Fernando I em 1061 desde seus castelos em Monterroso devido a que era o defensor do rei Vermudo III de quem recebeu a dignidade condal entre 1030-1033.

## Matrimónios e descendência
Casou por duas vezes, a primeira com Jimena Ordonhes, filha de Ordonho Bermudes de quem teve:
- Rodrigo Moniz (m. em 23 de Outubre de 1086 na Batalha de Zalaca),[5].[6][8] foi conde e aparece em 1082 como membro da Cúria Régia confirmando como Rudericus Muniz Gallecie. Rodrigo teve uma filha, Mor Rodrigues, esposa do conde Fernando Nunes, e mai de Fronilde Fernandes, a mulher do conde Rodrigo Peres de Trava.[7][9]
- Soeiro Moniz (m. em Dezembro de 1094)[6][8]
- Munio Moniz de Bierzo (m. depois de 1085), casou por duas vezes, a primeira com Muniadona Moniz e a segunda com Velasquita.

Contraiu um segundo matrimónio, antes de 1068, como Ilduara Velasques, e foram os pais de:
- Elvira Moniz (m. depois de 1074),[7] esposa do conde Pelayo Gomes de Carrión, com descendência.